# الكتلة الوطنية (سوريا)
الكتلة الوطنية هي حزب سياسي سوري لعب دورًا بارزًا في الساحة السياسية السورية خصوصًا في مقارعة الانتداب الفرنسي على سوريا (1920 - 1946) وفي عهد الجمهورية الأولى (1932 - 1963) ووصفت بأنها أقوى الأحزاب السورية خلال الحقبة الديمقراطية. وضمت في صفوفها عددًا وافرًا من القيادات السياسيّة السورية خلال عهد الجمهورية الأولى.
تعرضت الكتلة لعدد من الانشقاقات الداخلية، وانسحبت منها بعض قياداتها الكبيرة أمثال الرئيس هاشم الأتاسي، وأعيد تنظيمها بعد الاستقلال وسميّت لحزب الوطني، استطاعت السيطرة على أغلب مقاعد البرلمان بين 1936 و 1939 ومرة ثانية بين 1943 و 1947 ما مكّنها من الحكم منفردة، لاحقًا كان للكتلة دورًا بارزًا في تشكيل الحكومات غير أنها لم تحقق أغلبية المقاعد لتحكم منفردة مطلقًا وحلت في المركز الثاني أمام حزب الشعب؛ كانت شعبية الكتلة تتركز في دمشق و‌درعا و‌القنيطرة و‌السويداء، بينما كانت حلب و‌حمص و‌حماة من أنصار حزب الشعب.

## التأسيس

### الانطلاق

الرئيس الأسبق شكري القوتلي أحد أعلام الكتلة.

بداية التأسيس كانت في شباط 1925 بعد أن سمح المفوض الفرنسي السامي الجنرال سراي بحرية إنشاء الجمعيات والأحزاب السياسية، وكان التأسيس على يد مجموعة من السياسيين السوريين المطالبين بوحدة البلاد واستقلالها ومنهم عبد الرحمن الشهبندر مؤسس حزب الشعب أيام الملك فيصل الأول والذي حلّ في أعقاب زوال المملكة السورية العربية؛ كان السبب الرئيس لنشوء الكتلة هو معارضة حكم الرئيس المعين من قبل الانتداب صبحي بركات.
في عام 1928 اجتمع السياسيون السوريون وأغلبهم يوصف «بالمستقل» والبعض الآخر من أنصار الشهبندر وأعلنوا رسميًا ميلاد «الكتلة الوطنية» قبيل موعد انتخابات الجمعية التأسيسية؛ أغلب قادة الكتلة كانوا من الذين قاوموا في السابق الدولة العثمانية خلال حقبة الحرب العالمية الأولى وطالبوا باستقلال سوريا عنها، أيضًا فإن أغلب قادة الكتلة كانوا من العائلات الإقطاعية التي كانت تملك مساحات واسعة من الأراضي الزراعية السورية فضلاً عن قرى برمتها، وهي إحدى السلبيات التي وصف بها الحكم في سوريا خلال عهد الجمهورية الأولى بأنه حكم «الطبقة الأرستقراطية». اختير هاشم الأتاسي رئيسًا للكتلة عند تأسيسها عام 1928 وحتى انتخابه رئيسًا عام 1936؛ من قيادات الكتلة البارزة الأخرى كانت جميل مردم بيك وسعد الله الجابري ومحمد الرفاعي ونسيب البكري وإبراهيم هنانون وفخري الباردوي وفارس الخوري ومحمد الأشمر وأحمد الكيالي ولطفي الحفار وشكري القوتلي.

### الانشقاقات اللاحقة
ظهر انشقاق واضح وبروز تيارين في الكتلة الوطنية بين التيار الراديكالي الموالي لبريطانيا والهاشميين بقيادة عبد الرحمن الشهبندر والتيار الليبرالي الذي سعى إلى أن تكون سوريا أكثر استقلالية بقيادة شكري القوتلي. وبعد حادثة اغتيال عبد الرحمن الشهبندر التي اتهمت الكتلة الوطنية بها رغم تبرئتها لاحقًا، قام أنصار كل تيار بإنشاء حزب فكان حزب الشعب بقيادة رشدي كيخيا و‌ناظم القدسي والحزب الوطني بقيادة شكري القوتلي.
أيضًا، فإنه بعض الاستقلال عام 1946 تعرضت الكتلة لانشقاقات عديدة وخروج عدد وافر من أقطابها لعلّ أبرزهم هاشم الأتاسي رئيس الجمهورية ورئيس الكتلة لفترة طويلة، و‌جميل مردم رئيس الوزراء الكتلوي الذي أخذ يرشح نفسه كمستقل منذ انتخابات العام 1947 وكذلك الوزير الكتلوي عبد الرحمن كيالي. كان من نتائج هذه الانشقاقات ضعف الكتلة على حساب خصومها السياسيين من جهة، وتكاثر عدد المستقلين على حساب الحزبيين في مجلس النواب السوري من جهة ثانية، إذ إن عددًا وافرًا من الشخصيات الكتلوية المنشقة كانت ذات شعبية في مناطقها أهلها البقاء بصفة مستقل في الحياة السياسية السورية.

### الأهداف والمبادئ
أهم الأهداف التي يراها «الحزب الوطني السوري» هي الحرية التامة للمواطنين السوريين، ومكافحة سياسات التجهيل والخداع والاضطهاد الفكري والمادي. ويعتبر الحزب أن حرية الإنسان السوري هي «حرية مقدسة غير منقوصة ولا مشروطة في كافة المجالات وحتى لو كانت تلك الحرية لا تتفق مع الحزب في أطروحاته وأفكاره فسيعمل هذا الحزب على صونها وتقويتها لأنها هي أساس كل إبداع». والعدالة هي الهدف الثاني في حين أن الهدف الثالث هو المساواة كافة الأعراق المكونة للشعب السوري وكافة الديانات وكافة الطبقات الاجتماعية.
أما مبادئ الحزب الخمس الرئيسية فهي: الوطنية للوطن، والشخصية السورية المتميزة، وكل ما هو غير سوري فهو عنصر غريب، والسوري يسعى لخدمة السوريين ورخائهم بغض النظر عن اتجاههم السياسي أو الفكري، وللسوريين مطلق الحرية بممارسة كل رغباتهم وتطلعاتهم شرط أن لا ينتج عن ذلك أي ضرر يلحق بأي سوري.

## العمل السياسي

### قبل الاستقلال 1928 - 1946
شاركت الكتلة الوطنية في انتخابات الجمعية التأسيسيّة لعام 1928 ولم تحقق الغالبية البرلمانية، غير أن أداء نوابها في الجمعية ورفض تمرير التعديلات التي طالب بها المفوض الفرنسي السامي وتعطيل هذا الأخير للجمعية قد منح أعضاء الكتلة شعبية واسعة بين الشعب، كالمدافعة الأولى عن حقوق الشعب السوري بالوحدة والاستقلال. في انتخابات العام 1932 والتي يتهم المؤرخون سلطات الانتداب الفرنسي بتزوير نتائجها في بعض الدوائر كحلب لمصلحة المعتدلين، حققت الكتلة نتائج جيدة وشاركت في الحل السياسي مع سائر الكتل التي لم تحقق أيًا منها أغلبية مطلقة من مقاعد المجلس، وساهمت في إيصال محمد علي العابد إلى سدة الرئاسة عام 1932، وشاركت في حكومة حقي العظم بنصف المقاعد، وانقلبت على الحكومة على إثر الخلاف حول معاهدة السلم والصداقة مع فرنسا التي طرحت عام 1933، والمظاهرات الحاشدة التي نظمت بناءً على طلب إبراهيم هنانو والتي أدت إلى استقالة الحكومة وخروج الكتلة من السلطة.
مكثت الكتلة في المعارضة حتى عام 1936 فمع وفاة هنانو انطلق الإضراب الستيني بناءً على دعوة رجال من الكتلة الذين اعتلقوا أغلبهم من قبل سلطات الانتداب وحظر نشاط الكتلة وأغلقت مكاتبها في دمشق وحلب. مع استمرار الإضراب، قبل الفرنسيون وللمرة الأولى مفاوضة الكتلة الوطنية التي شكلت وفدًا برئاسة هاشم الأتاسي سافروا إلى فرنسا للتوصل إلى اتفاقية نهاية الانتداب معها. كما أفضت المفاوضات إلى وحدة البلاد السورية، كما أجريت انتخابات أحرز الكتلويون أغلبية مقاعدها للمرة الأولى، وقد انتخب على إثرها هاشم الأتاسي رئيسًا، كما شكلت حكومة كتلوية خالصة برئاسة جميل مردم وغدا فارس الخوري رئيسًا لمجلس النواب، وبذلك سيطرت الكتلة على مفاصل الحياة السياسية في سوريا.
أصيب حكم الكتلة الوطنية بعدة نكسات، فقد رفضت فرنسا التصديق على معاهدة الاستقلال، واحتلت تركيا لواء إسكندرون بمباركة فرنسية بعد أن أعاد الانتداب سابقًا عام 1937 فصله عن سوريا وإعلانه منطقة ذات حكم خاص، وصدرت عدة تقاير تفيد بفساد وزراء من الكتلة الوطنية وتفضيل الموظفين الكتلويين عن سواهم. أخيرًا وفي إثر سلخ اللواء والأزمة التي أثارها نازحو اللواء وأعمال الشغب التي اندلعت في دمشق استقال هاشم الأتاسي عام 1939، وعلّق الفرنسيون العمل بالدستور مع اندلاع الحرب العالمية الثانية وتشكيل حكومة مديرين ممالئة للانتداب برئاسة بهيج الخطيب، وبذلك عادت الكتلة إلى المعارضة.
خلال سنوات الحرب العالمية الثانية، كانت الكتلة من المتعاطفين مع المحور النازي كغيرها من القوى السياسية العربية، نتيجة معاداة النازية للحركة الصهيونية والتي كانت قد وصلت إلى مرحلة عالية من التنظيم في فلسطين ونتيجة خيبة الأمل من فرنسا وبريطانيا نتيجة نكوثهما بوعودهما منذ نهاية الحرب العالمية الأولى وحتى رفض فرنسا التصديق على معاهدة الاستقلال عام 1936، عمومًا فإن هذا الموقف قد تغير بعد دخول البلاد بيد الجيش البريطاني وقوات فرنسا الحرة عام 1941. في عام 1943 وبعد حسم المعارك في الشرق الأوسط لمصحلة الحلفاء نظمت انتخابات نيابية أفضت إلى فوز الكتلة مجددًا بأغلبية مقاعد البرلمان وأوصلت شكري القوتلي إلى رئاسة الجمهورية ليكون الرئيس الكتلوي الثاني للبلاد، وفي الوقت نفسه شكل سعد الله الجابري حكومة كتلوية وانتخب فارس الخوري رئيسًا لمجلس النواب. أغلب الحكومات اللاحقة كانت حكومات كتلوية شكلها سعد الله الجابري وفارس الخوري وهو المسيحي الوحيد الذي وصل لسدة رئاسة الوزراء في سوريا، كما شكلت بعض الوزارات من مستقلين أو وزارات كتلوية مطعمة بمستقلين. انتعش خلال حكم الكتلة الاقتصاد وانضمت سوريا إلى الأمم المتحدة و‌جامعة الدول العربية، كما نالت استقلالها التام عن فرنسا عام 1947 وبالتالي بدا الجلاء من صنع رجال الكتلة.

### بعد الاستقلال 1946 - 1963
بعد الاستقلال تزايدت حدة الانشقاقات داحل الكتلة، وأعيد تسميتها باسم «الحزب الوطني السوري»، وفي عام 1947 أقر قانون جديد للانتخابات وأجريت أول انتخابات نيابية بعد الجلاء حققت فيها الكتلة المركز الأول دون أن تحقق غالبية برلمانية نتيجة الانشقاقات من جهة والانتقادات الموجهة لسياساتها الداخلية سيّما الاقتصادية والخارجية سيّما مع ميول الرئيس القولتي نحو الملكيتين السعودية والمصرية في ظل ميل أهالي حمص وحلب نحو الملكية العراقية. لم يحصل الحزب الوطني في جميع الانتخابات التالية على أغلبية برلمانية، غير أنه شارك في أكثر من وزارة واستطاع إعادة انتخاب شكري القوتلي رئيسًَا للبلاد مرتين الأولى عام 1948 والتي انتهت بعد أقل من عام بانقلاب حسني الزعيم، ومرة ثانية عام 1955 ولعل وزن القوتلي وعلاقته الجيدة مع مختلف الفرقاء السياسيين من مستقلين وحزبيين ساعد في تحقيق ذلك. حظر نشاط الكتلة مرة ثانية خلال حكم أديب الشيشكلي كغيرها من الأحزاب والقوى السياسية في سوريا، وفي انتخابات العام 1953 قاطع الحزب الوطني كغيره من القوى السياسية الانتخابات. بعد خلع الشيشكلي شارك الحزب الوطني في الانتخابات التشريعية العام 1954 وحقق بها المركز الثالث بعد حزب الشعب و‌حزب البعث؛ وفي عام 1958 دعم الحزب الوطني الوحدة مع مصر وقبل بشرط جمال عبد الناصر حظر الأحزاب والجمعيات السياسية كشرط لقيام الوحدة. عاد الحزب الوطني إلى الساحة السياسية بعد الانفصال عام 1961 وحقق المركز الثاني في انتخابات العام 1961 وحظر عمله السياسي بعد انقلاب الثامن من آذار عام 1963 واعتقل أغلب رموزه ثم نفوا خارج البلاد بمن فيهم الرئيس القوتلي نفسه.

## الكتب
- غوردن تورري (1964). Syrian Politics and the Military, 1945-1958 [السياسة والجيش السوريان 1945 - 1958] (بالإنجليزية). دار نشر جامعة ولاية أوهايو. Archived from the original on 2020-08-10.